# رامین (شهریار)
رامین (شهریار)، روستایی از توابع بخش مرکزی شهرستان شهریار در استان تهران ایران است.

## جمعیت
این روستا در دهستان فردوس قرار دارد و براساس سرشماری مرکز آمار ایران در سال ۱۳۸۵، جمعیت آن ۵۸۹ نفر (۱۶۳خانوار) بوده‌است.